# Sérézin-de-la-Tour
Sérézin-de-la-Tour és un municipi francès situat al departament de la Isèra i a la regió d'Alvèrnia-Roine-Alps. L'any 2007 tenia 800 habitants.

## Demografia

### Població
El 2007 la població de fet de Sérézin-de-la-Tour era de 800 persones. Hi havia 288 famílies de les quals 44 eren unipersonals (24 homes vivint sols i 20 dones vivint soles), 84 parelles sense fills, 116 parelles amb fills i 44 famílies monoparentals amb fills.
La població ha evolucionat segons el següent gràfic:
Habitants censats

### Habitatges
El 2007 hi havia 308 habitatges, 287 eren l'habitatge principal de la família, 6 eren segones residències i 15 estaven desocupats. 298 eren cases i 10 eren apartaments. Dels 287 habitatges principals, 257 estaven ocupats pels seus propietaris, 28 estaven llogats i ocupats pels llogaters i 2 estaven cedits a títol gratuït; 2 tenien una cambra, 4 en tenien dues, 17 en tenien tres, 88 en tenien quatre i 176 en tenien cinc o més. 250 habitatges disposaven pel capbaix d'una plaça de pàrquing. A 80 habitatges hi havia un automòbil i a 191 n'hi havia dos o més.

### Piràmide de població
La piràmide de població per edats i sexe el 2009 era:
| Homes | Edats   | Dones |
| ----- | ------- | ----- |
| 0     | 95 o +  | 0     |
| 4     | 90 a 94 | 0     |
| 0     | 85 a 89 | 4     |
| 0     | 80 a 84 | 0     |
| 4     | 75 a 79 | 12    |
| 16    | 70 a 74 | 16    |
| 8     | 65 a 69 | 8     |
| 16    | 60 a 64 | 4     |
| 20    | 55 a 59 | 8     |
| 44    | 50 a 54 | 48    |
| 24    | 45 a 49 | 36    |
| 24    | 40 a 44 | 20    |
| 32    | 35 a 39 | 28    |
| 16    | 30 a 34 | 12    |
| 20    | 25 a 29 | 20    |
| 12    | 20 a 24 | 24    |
| 20    | 15 a 19 | 24    |
| 28    | 10 a 14 | 12    |
| 16    | 5 a 9   | 16    |
| 12    | 0 a 4   | 8     |

## Economia
El 2007 la població en edat de treballar era de 523 persones, 414 eren actives i 109 eren inactives. De les 414 persones actives 397 estaven ocupades (208 homes i 189 dones) i 17 estaven aturades (4 homes i 13 dones). De les 109 persones inactives 38 estaven jubilades, 43 estaven estudiant i 28 estaven classificades com a «altres inactius».

### Ingressos
El 2009 a Sérézin-de-la-Tour hi havia 291 unitats fiscals que integraven 819 persones, la mediana anual d'ingressos fiscals per persona era de 21.493 €.

### Activitats econòmiques
Dels 20 establiments que hi havia el 2007, 3 eren d'empreses de fabricació d'altres productes industrials, 6 d'empreses de construcció, 5 d'empreses de comerç i reparació d'automòbils, 1 d'una empresa de transport, 1 d'una empresa d'hostatgeria i restauració, 1 d'una empresa immobiliària i 3 d'empreses de serveis.
Dels 8 establiments de servei als particulars que hi havia el 2009, 3 eren tallers de reparació d'automòbils i de material agrícola, 2 paletes, 1 guixaire pintor, 1 fusteria i 1 restaurant.
L'únic establiment comercial que hi havia el 2009 era una adrogueria.
L'any 2000 a Sérézin-de-la-Tour hi havia 20 explotacions agrícoles que ocupaven un total de 555 hectàrees.

## Equipaments sanitaris i escolars
El 2009 hi havia una escola elemental.

## Poblacions més properes
El següent diagrama mostra les poblacions més properes.